# Lopholatilus villarii
Lopholatilus villarii är en fiskart som beskrevs av Miranda Ribeiro, 1915. Lopholatilus villarii ingår i släktet Lopholatilus och familjen Malacanthidae. Inga underarter finns listade i Catalogue of Life.